# Condado de Cumberland (Tennessee)
O Condado de Cumberland é um dos 95 condados do Estado americano do Tennessee. A sede do condado é Crossville, e sua maior cidade é Crossville. O condado possui uma área de 1 774 km² (dos quais 9 km² estão cobertos por água), uma população de 46 802 habitantes, e uma densidade populacional de 27 hab/km² (segundo o censo nacional de 2000). O condado foi fundado em 1855, através de regiões dos condados de Bledsoe, Fentress, Morgan, Rhea e White, tendo sido nomeda em homenagem a Benjamin Franklin.

## Cidades
- Fairfield Glade